# Ölterminal Būtingė

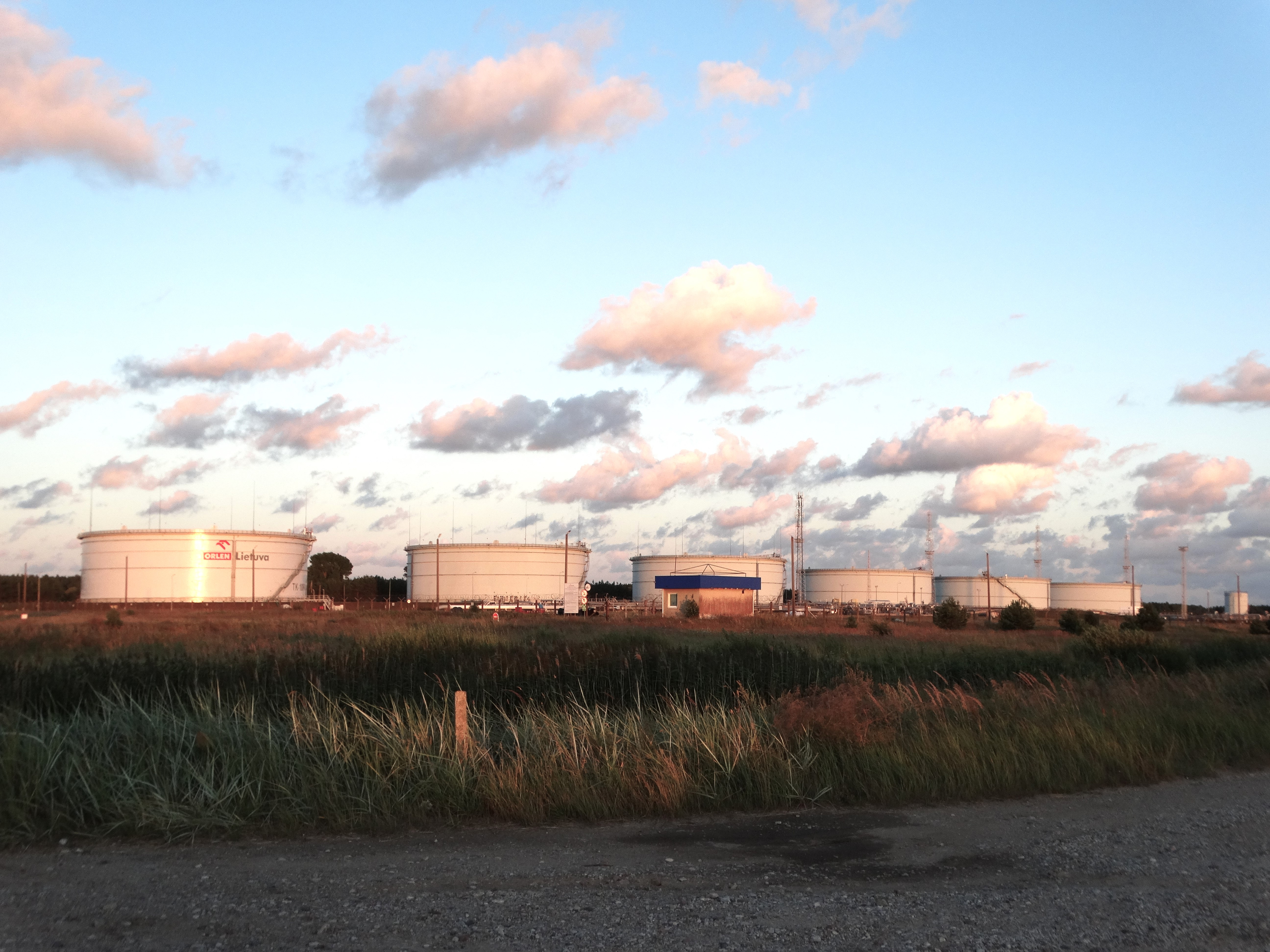
Būtingė Öltanks, 2022

Das Erdölterminal Būtingė ist ein Terminal für die Verladung von Erdöl in Būtingė an der Ostseeküste, nahe der litauisch-lettischen Grenze. Es wird vom litauischen Unternehmen ORLEN Lietuva betrieben. Es ist ein seegestütztes SPM-Terminal (Single point mooring buoy) etwa 7,5 km vor der Küste (Lage), bei dem die Tankschiffe an der mit der Raffinerie auf dem Festland über Pipelines verbundenen Boje SPM Būtingė be- und entladen werden.

## Geschichte

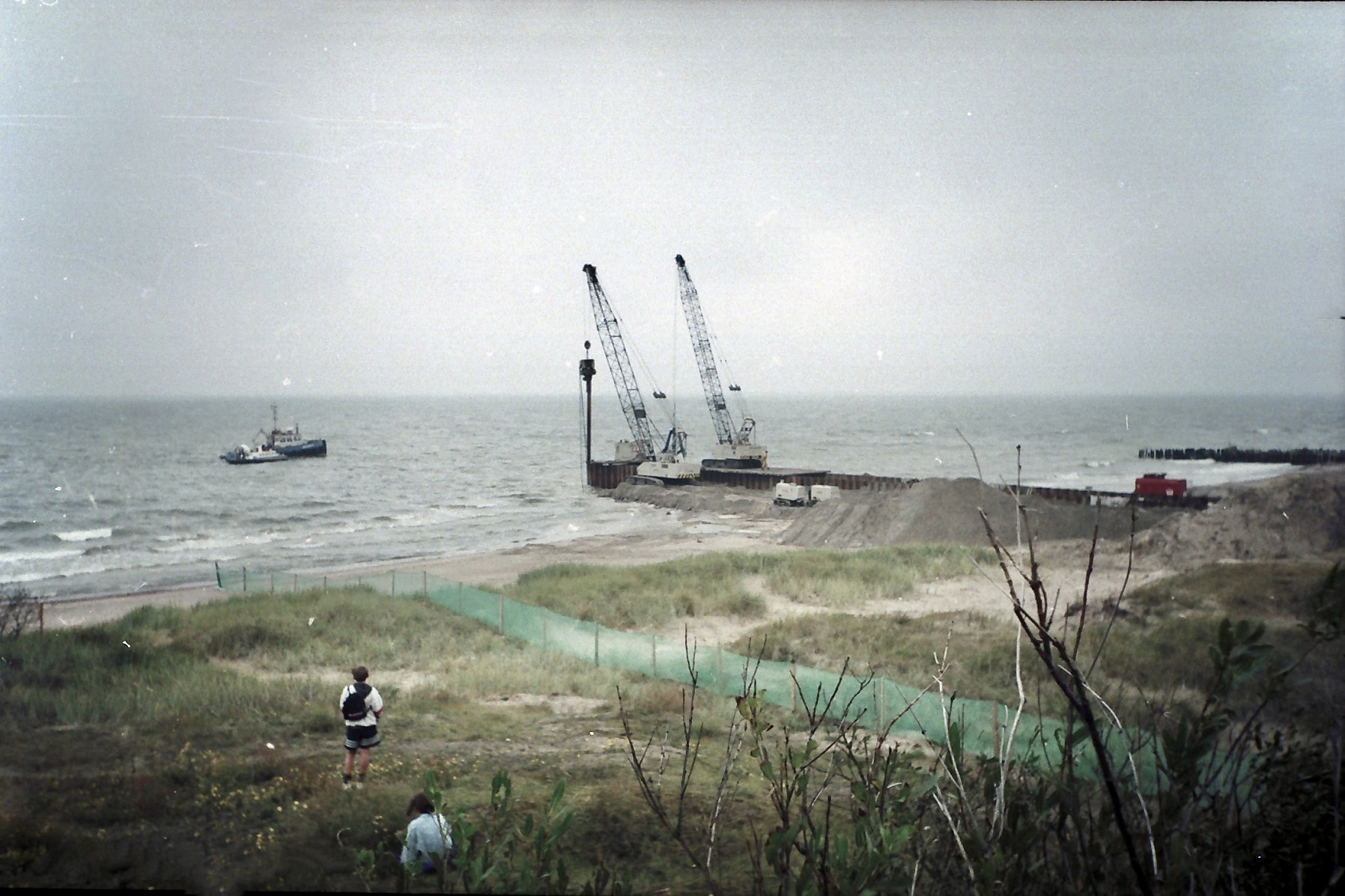
Terminalbau, 1998

Ab 1993 plante ein Vorgänger der jetzigen AB ORLEN Lietuva, die AB Nafta, ein Terminal zu bauen. 1995 wurde die AB Būtingės nafta gegründet und nach Reorganisation der litauischen Erdölwirtschaft 1998 in die Unternehmensgruppe AB Mažeikių nafta (jetzt ORLEN Lietuva) eingegliedert. Am 21. Juli 1999 wurde das Terminal eröffnet.
Sein Betrieb ist wegen der Befürchtung umstritten, dass Öl austreten könnte (was schon passiert ist).
Seit Juli 2006 ist das Ölterminal Būtingė der einzige Weg, über den der Konzern Mažeikių Nafta Öl beziehen kann, da Transneft die Ölpipeline aus Russland abgeschaltet hat.